# Petheő Attila

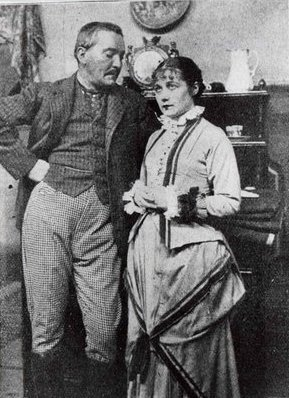
Móricz Zsigmond: Nem élhetek muzsikaszó nélkül. Petheő Attila és Somogyi Erzsi.

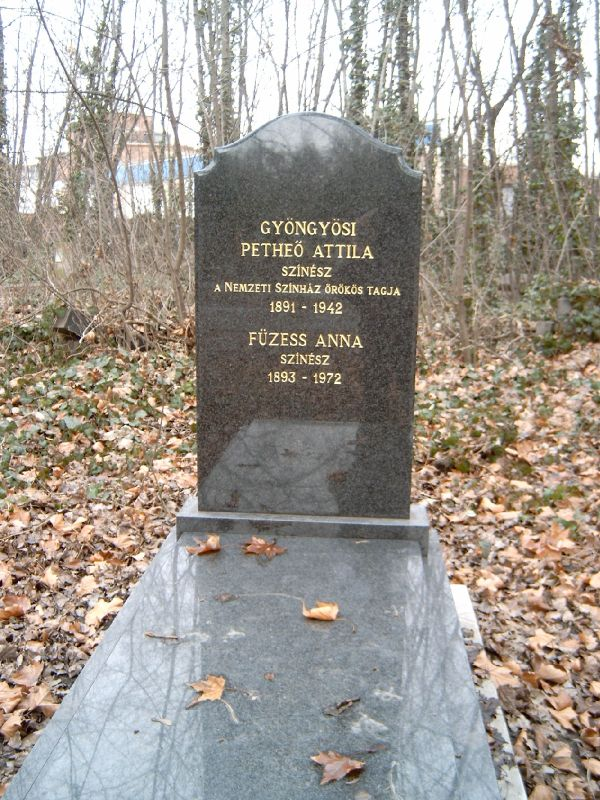
Petheő Attila és Füzess Anna színész sírja. Kerepesi temető: 49-1-47

Petheő Attila, Petheő Attila Antal Béla Károly (Budapest, 1891. június 11. – Budapest, 1942. május 26.) magyar színész.

## Élete
Petheő Attila és Detrich Margit fiaként született. Iskoláit Székelyudvarhelyen végezte, majd Rákosi Szidi színiiskolájában tanult. 1910-ben kezdte pályáját a Magyar Színházban, ahol első szerepe a Frankfurtiak című vígjátékban Jakabka volt. Ezután Szegeden játszott, majd visszatért a fővárosba, ahol előbb a Budapesti Színház, majd a Magyar Színház művésze lett. 1914-től 43 hónapig katona volt. 1917 novemberében a Belvárosi Színházhoz kapott meghívást, ahol számottevő sikerei voltak. 1922. augusztus 31-én elbúcsúzott innen és a Nemzeti Színház kötelékébe lépett, ahol október 12-én mutatkozott be a Kaméliás hölgyben Duval Armand szerepében. 1939-ben a Nemzeti Színház örökös tagjává választották.
1931. április 15-én Budapesten, az Erzsébetvárosban házasságot kötött Füzess Anna színésznővel.

## Fontosabb színházi szerepei
- Szigeti József: Rang és mód - Barnai Gábor
- Herczeg Ferenc: A dolovai nábob leánya - Tarján Gida
- Móricz Zsigmond: Nem élhetek muzsikaszó nélkül - Balázs
- Csathó Kálmán: Az új rokon - Gedeon Mihály
- Ibsen: Nóra - Rank
- Dumas: A kaméliás hölgy - Duval Armand
- Szép Ernő: A patika - Papp Ferke
- Sardou–Najac: Váljunk el! - Adhemar
- Dumas: A nők barátja - De Simros
- Herczeg Ferenc: A híd - Széchenyi István
- Shakespeare: Lear király - Edmund
- Shakespeare: A velencei kalmár - Bassanio
- Békeffi István–Lajtai Lajos: A régi nyár – Báró Jankovich János

## Filmjei
- Az obsitos (1917)
- Drótostót (1918)
- Jeruzsálem (1918)
- Az egér (1921)
- Az Aranyember (1936)
- Viki (1937)
- Maga lesz a férjem (1937)
- Fűszer és csemege (1939)
- A gorodi fogoly (1940)
- Vissza az úton (1940)
- Mindenki mást szeret (1940)